# Jean-Michel Verner

Jean-Michel Verner est un réalisateur français

## Filmographie

### Comme réalisateur
- 2001 : Jeu de cons
- 2006 : Célibataires
- 2012 : La Victoire au bout du bâton (TV)

### Comme acteur
- 1990 : Il y a des jours... et des lunes de Claude Lelouch
- 1991 : Netchaïev est de retour de Jacques Deray
- 1991 : Renseignements généraux (série télévisée)
- 1992 : Imogène (série télévisée)
- 1992 : Tous les garçons (court métrage)
- 1993 : Antoine Rives, juge du terrorisme (série télévisée)
- 1993 : Métisse de Mathieu Kassovitz : Messenger (en tant que Jean-Michel Lévy-Verner)
- 1994 : Le Voleur et la Menteuse de Paul Boujenah
- 1995 : Les Misérables de Claude Lelouch : l'équipier du policier
- 1997 : La Fin de la nuit (court métrage)
- 1998 : Cupidon a encore frappé : quel con ! (court métrage)
- 2001 : Gamer de Patrick Levy : Pitbull
- 2001 : Jeu de cons de lui-même : Mikael
- 2006 : Célibataires de lui-même : le psychiatre